# Bukovany (okres Sokolov)
Obec Bukovany (něm. Bukwa) se nachází v okrese Sokolov, kraj Karlovarský. Žije zde přibližně 1 500 obyvatel.

## Historie
První písemná zmínka o vsi (tres curias in Bukban, tj. „tři dvory v Bukovanech“) pochází z roku 1304.
Ve šlikovském urbáři se v roce 1525 uvádí v Bukovanech 10 hospodářů, z toho pět na celých dvorech. Usedlosti spadaly pod několik vrchností. Na počátku 17. století byla vesnice a okolní osady součástí zboží Štolců z Gostomky, roku 1622 získali ves Brunnerové a roku 1647 Nosticové.
Současné Bukovany, nemají s původní vesnicí nic společného. Ta se rozkládala asi 1,5 km na severovýchod. Staré Bukovany zcela zanikly v padesátých letech 20. století v důsledku těžební činnosti. Spolu s Bukovany zanikly přilehlé vesnice Kytlice (Kittlitzdorf) a Dvory (Meierhöfen). Větší část původního katastrálního území byla postižena povrchovou těžbou uhlí a je překryta výsypkou. Zmizela většina starých silnic a cest, přeloženy byly některé potoky. Jak vypadala oblast starých Bukovan lze částečně odvodit ze staré důlní mapy z roku 1929.
Samostatnou obcí se Bukovany staly  v roce 1877. Téhož roku se stala částí Bukovan osada Dvory. Kytlice připadly k Bukovanům v roce 1880. Roku 1885 byla úředně stanovena česká podoba názvu obce, která zněla Bukva. Úřední název Bukovany dostala obec v roce 1923.
Jihozápadně od původních Bukovan, v místě dříve zvaném Katzengiebel, bylo v roce 1963 vybudováno nové sídliště s přibližně 500 bytovými jednotkami. Obec se tak proměnila z typické venkovské zástavby na obec se sídlištní zástavbou městského typu.

## Přírodní poměry
Obec se nachází v Sokolovské pánvi. Leží na mírném, kdysi zalesněném svahu, Němci nazývaném Katzengiebel. Při jihozápadní hranici katastru protéká Habartovský potok. Povrchové dobývání hnědého uhlí změnilo celou okolní krajinu. Na výsypce Dvory byla zřízena rozlehlá bažantnice.

## Hornictví
Hnědé uhlí se v okolí začalo těžit v polovině 19. století. Po vybudování Buštěhradské dráhy v úseku Cheb–Karlovy Vary v roce 1870 se staly Bukovany centrem dolového podnikání Citicko-habartovského hnědouhelného těžařstva. Do místa dolování byla přivedena z dasnického nádraží železniční vlečka. Největším a nejdůležitějším závodem byl hlubinný důl Nová jáma (pozdější důl Gustav I), otevřený v roce 1888. V roce 1905 se zde začala budovat druhá nejstarší a nejvýznamnější briketárna v sokolovském revíru (po kynšperské briketárně). Roku 1921 byla vyhloubena Vlečná jáma, hluboká 40 m. Z Vlečné jámy se uhlí dopravovalo visutou lanovkou do briketárny, kde se mísilo s uhlím z Nové jámy. Vlečná jáma zanikla po roce 1940 a zbylé uhlí se těžilo povrchově novým lomem Gustav, otevřeným roku 1902. Na západ od starého lomu Gustav byl před rokem 1940 otevřen nový lom Gustav II, který byl v onom roce rozšířen novou otvírkou v okolí Vlečné jámy. Těžba ve starém hlubinném dole Gustav I byla zastavena v roce 1948. Nový lom Gustav II byl v provozu do roku 1974. Celý komplex dolu Gustav s briketárnou, elektrárnou, sušírnou uhlí a dalšími provozy byl v letech 1976–1989 zlikvidován.

## Obyvatelstvo
Při sčítání lidu v roce 1921 zde žilo 1 597 obyvatel, z nichž bylo 213 Čechoslováků, 1 371 Němců a 13 cizinců. K římskokatolické církvi se hlásilo 1 470 obyvatel, k evangelické církvi 14 obyvatel, deset bylo jiného náboženského vyznání a 103 bez vyznání.
Obyvatelé Bukovan až do zahájení těžby uhlí pracovali v zemědělství, zejména chmelařství. Po zániku zemědělství a likvidaci selských statků se stala hlavním zdroje obživy práce v dolech a přidružených provozech. Další pracovní příležitosti poskytovala sklárna v Dolním Rychnově. Roku 1898 byla v obci v souvislosti s nárůstem počtu obyvatel postavena trojtřídní škola, o deset let později byla již pětitřídní. Když byla v roce 1967 otevřena nová škola, měla již jedenáct tříd s 262 žáky. V době druhé světové války pracovali v místních dolech váleční zajatci.
| Rok            | 1869 | 1880 | 1890 | 1900  | 1910  | 1921  | 1930  | 1950 | 1961 | 1970  | 1980  | 1991  | 2001  | 2011  |
| -------------- | ---- | ---- | ---- | ----- | ----- | ----- | ----- | ---- | ---- | ----- | ----- | ----- | ----- | ----- |
| Počet obyvatel | 542  | 635  | 754  | 1 070 | 1 661 | 1 597 | 1 612 | 820  | 471  | 2 082 | 2 083 | 1 808 | 1 840 | 1 508 |
| Počet domů     | 77   | 87   | 95   | 112   | 139   | 143   | 171   | 156  | 93   | 117   | 112   | 124   | 133   | 135   |

## Obecní správa
V letech 1879–1889 k obci patřily Nové Domy a Radvanov.